# Greendale (Indiana)
Greendale è una città degli Stati Uniti d'America, situata nello Stato dell'Indiana e in particolare nella contea di Dearborn.
Greendale fu stabilita nel 1852, ma il plat non fu registrato fino al 1883. Greendale probabilmente ha preso il nome dal cimitero di Greendale.
Greendale si trova a 39°7′17″N 84°51′14″W (39.121438, -84.853937).
Secondo il censimento del 2010, Greendale ha un'area totale di 5,785 miglia quadrate (14,98 km2), di cui 5,71 miglia quadrate (14,79 km2) (o 98,7%) è terra e 0,075 miglia quadrate (0,19 km2) (o 1,3%) è acqua.